# David Casley
David Casley (* um 1681/82; † 1754) war ein in der ersten Hälfte des 18. Jahrhunderts lebender englischer Bibliograph.
Casley arbeitete seit 1719 unter dem Bibliothekar Richard Bentley (1693–1725) an der königlichen Bibliothek in London. Seit 1732 beschäftigte er sich mit der Zusammenstellung eines Katalogs der königlichen Handschriften, der unter dem Titel A Catalogue of the manuscripts in the King’s Library (London 1734) erschien. In diesem Werk ist auch eine Liste der Manuskripte der Cotton Library enthalten; sie dokumentiert die Bestände dieser Bibliothek nach den von einem 1731 im Ashburnham House wütenden Brand ausgelösten Zerstörungen. In einem umfassenden Vorwort zu seinem Katalog bringt Casley einen paläografischen Traktat mit ungefähren Orientierungshilfen. Zu diesen gehören für die Datierung von Manuskripten u. a. die Schrift, die Qualität des Pergaments sowie die Schreibweise und das Erscheinungsbild der einzelnen Blätter. Auch handelt der Autor in der Einleitung die Geschichte der Buchdekoration ab, wobei er zuerst Hieronymus’ Darlegungen zu Purpurhandschriften mit Gold- und Silberschrift bringt und den Schwerpunkt auf spätantike und insulare Buchmalerei legt.